# Somme de Gauss
Pour les articles homonymes, voir Somme.
Ne doit pas être confondu avec la méthode de Gauss pour calculer la somme des n premiers entiers.
En mathématiques, et plus précisément en arithmétique modulaire, une somme de Gauss est un nombre complexe dont la définition utilise les outils de l'analyse harmonique sur un groupe abélien fini sur le corps fini ℤ/pℤ où p désigne un nombre premier impair et ℤ l'ensemble des entiers relatifs.
Elles ont été introduites par le mathématicien Carl Friedrich Gauss dans ses Disquisitiones arithmeticae, parues en 1801.
Elles sont utilisées dans la théorie des polynômes cyclotomiques et possèdent de nombreuses applications.[réf. nécessaire] On peut citer par exemple une démonstration de la loi de réciprocité quadratique.

## Définition
Dans cet article, p désigne un nombre premier impair, Fp le corps fini ℤ/pℤ et Fp* le groupe multiplicatif de ses éléments non nuls.

Soit ψ un caractère du groupe additif (Fp, +) et χ un caractère du groupe multiplicatif (Fp*, ∙), alors la somme de Gauss associée à χ et ψ est le nombre complexe, ici noté G(χ, ψ) et défini par :
{\displaystyle G(\chi ,\psi )=\sum _{x\in \mathbb {F} _{p}^{*}}\chi (x)\psi (x).}

En termes de transformée de Fourier, on peut considérer l'application qui à χ associe G(χ−1, ψ) comme la transformée de Fourier du prolongement de χ à Fp par l'égalité χ(0) = 0 et l'application qui à ψ associe G(χ−1, ψ) comme la transformée de Fourier de la restriction de ψ à Fp*.

## Propriétés
L'analyse harmonique permet de nombreux calculs sur les sommes de Gauss ; ce paragraphe propose quelques exemples.

- Si m est un entier premier à p, alors{\displaystyle G(\chi ,\psi ^{m})={\frac {1}{\chi (m)}}G(\chi ,\psi ).}
- Si les deux caractères χ et ψ sont non triviaux — c'est-à-dire non constamment égaux à 1 — alors{\displaystyle G(\chi ,\psi )G(\chi ^{-1},\psi )=\chi (-1)p.}

Cette seconde propriété possède le corollaire immédiat suivant :

Si μ(a) désigne le symbole de Legendre (a/p) — égal à 1 si a est un carré dans Fp* et à –1 sinon — alors, pour tout caractère ψ non trivial,{\displaystyle G(\mu ,\psi )^{2}=\left({\frac {-1}{p}}\right)p.}

## Applications

### Loi de réciprocité quadratique
La loi s'exprime de la manière suivante si q est aussi un nombre premier impair, distinct de p :

### Somme quadratique de Gauss
Pour toute racine p-ième de l'unité ω différente de 1, avec p premier
{\displaystyle \left(\sum _{k=0}^{p-1}\omega ^{k^{2}}\right)^{2}=\left({\frac {-1}{p}}\right)p.}
Plus généralement, Gauss a démontré en 1801 les égalités suivantes au signe près pour tout entier n > 0 :
conjecturant alors que même les signes étaient exacts pour ce choix particulier ω = exp(2πi/n), et ce n'est qu'au bout de quatre ans d'efforts incessants qu'il est parvenu à résoudre cette conjecture,,.